# Tanjung Hutan
Tanjung Hutan is een bestuurslaag in het regentschap Karimun van de provincie Riau-archipel, Indonesië. Tanjung Hutan telt 1.624 inwoners (volkstelling 2010).